# 158
Glej tudi: število 158
158 (CLVIII) je bilo navadno leto, ki se je po julijanskem koledarju začelo na soboto.

## Dogodki
- 1. januar